# Ancestors: The Humankind Odyssey
Ancestors: The Humankind Odyssey là một game sinh tồn do hãng Panache Digital Games phát triển và được Private Division phát hành cho hệ máy Microsoft Windows, PlayStation 4 và Xbox One vào cuối năm 2019, sau đó là bản phát hành trên Steam vào tháng 8 năm 2020. Game cho phép người chơi điều khiển cả một dòng dõi dòng linh trưởng với nhiệm vụ đảm bảo sự sinh tồn ở Alkebulan thời tiền sử và tạo điều kiện cho sự tiến hóa của giống loài này. Trò chơi đặt dưới sự chỉ đạo của nhà thiết kế game Patrice Désilets.

## Lối chơi

Trong game, người chơi chỉ dẫn một loài linh trưởng từ góc nhìn người thứ ba. Trong ảnh chụp màn hình, con vượn đang khám phá khu rừng với các thành viên trong tộc của nó.

Ancestors: The Humankind Odyssey thuộc thể loại sinh tồn chơi dưới góc nhìn người thứ ba. Trong game, người chơi điều khiển một thành viên của tộc linh trưởng và phải giữ yên cột máu của nhân vật người chơi bằng cách ăn, uống và ngủ. Game khởi đầu trong một khu rừng rậm châu Phi, theo dạng thế giới mở chứa đầy những mối đe dọa xung quanh bao gồm Machairodus, Metridiochoerus, Crocodylus thorbjarnarsoni, linh cẩu Adcrocuta, Trăn đá châu Phi, rái cá Miocene khổng lồ, trâu rừng châu Phi, v.v... Người chơi có thể trèo cây, và sẽ bị thương nếu ngã xuống hoặc bị những con thú săn mồi tấn công. Tới lúc chơi được nửa chặng đường trong game, người chơi sẽ có cơ hội khám phá các khu vực mới dần dần mở ra. Khi một con linh trưởng đang khám phá những địa điểm mới hoặc bị những con thú săn mồi rượt theo, nó sẽ rơi vào trạng thái "sợ hãi" có thể được khắc phục bằng cách đi tìm những quả cầu phát sáng, hoặc nếu không sẽ khiến linh trưởng mắc phải hội chứng cuồng loạn.
Trong khi thế giới này đầy rẫy hiểm họa, loài vượn người có thể sử dụng các giác quan cao cấp của chúng để lắng nghe các âm thanh khác nhau, chẳng hạn như âm thanh của thú săn mồi, thành viên gia tộc đi lạc hoặc kẻ lạ mặt được tuyển mộ vào gia tộc của người chơi. Linh trưởng có thể sử dụng trí thông minh của mình để xác định chính xác vị trí của những món đồ ưa thích khác nhau và thực hiện những khám phá mới như nhận dạng thức ăn hoặc công cụ mới. Khi người chơi tiếp tục tiến hành những khám phá mới mẻ, loài linh trưởng dần trở nên thông minh và có khả năng hơn, và các kỹ năng mới như sử dụng lá cây để làm giường và hái thảo dược tự chữa bệnh sẽ được mở khóa theo. Nếu nhân vật của người chơi chết thì sẽ phải chuyển sang điều khiển một thành viên khác trong tộc. Nếu tất cả các thành viên trong tộc chết, dòng dõi sẽ tuyệt chủng và người chơi cần phải khởi động lại game.
Mục tiêu của người chơi là đảm bảo sự sống còn của tộc linh trưởng khi loài này từ từ tiến hóa và trở thành một loài mới. Khi gia tộc lớn mạnh hơn nữa, người chơi có thể chuyển sang chơi với các nhân vật khác như đứa trẻ sơ sinh, người trưởng thành, người cao tuổi và một người mẹ đang bế con mình. Khi gia tộc dần dần bành trướng ra ngoài, nhân vật của người chơi có thể thực hiện các nhiệm vụ xã hội như kêu gọi các thành viên trong tộc cùng nhau đi săn và khám phá thế giới, hoặc di cư trên bản đồ để lập nghiệp tại một ngôi nhà mới. Khi một con vượn đang ngủ, người chơi có thể mở khóa các khả năng mới bằng cách phát triển hệ thống thần kinh của loài linh trưởng, có chức năng dưới dạng cây kỹ năng. Những kỹ năng này, chẳng hạn như khả năng sử dụng cả hai tay và đứng thẳng người, tạo điều kiện thuận lợi cho quá trình tiến hóa. Khi loài linh trưởng trải qua quá trình sinh sản, các kỹ năng mở khóa được truyền lại cho những thế hệ tương lai. Game có thời lượng từ 40 đến 50 giờ chơi và ghi lại quá trình tiến hóa của gia tộc loài linh trưởng trong suốt tám triệu năm.

## Phát triển

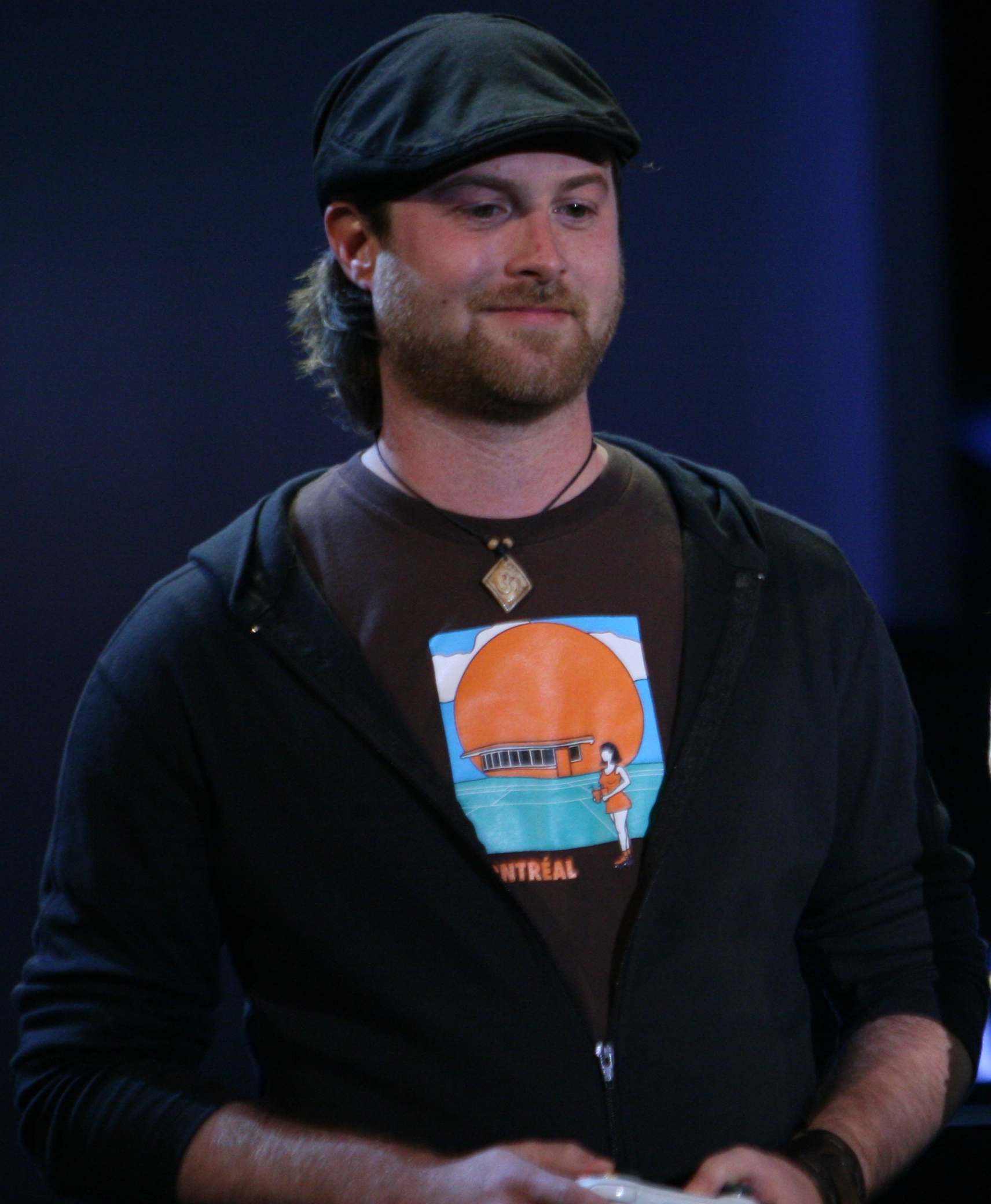
Ancestors do Patrice Désilets đạo diễn, tựa game đầu tiên của ông kể từ trò Assassin's Creed: Brotherhood (2010)

Game này được Panache Digital Games phát triển, vốn là studio được mở vào năm 2014 bởi đạo diễn game Patrice Désilets sau khi ông rời bỏ hãng Ubisoft. Désilets tập trung vào việc tạo ra một hộp công cụ cho studio mới của mình, cho phép các nhân vật tương tác sâu rộng với môi trường trong game. Nhóm làm game dự định tạo ra một tựa game lấy bối cảnh thời tiền sử để họ không cần phải xây dựng những thành phố rộng lớn dành cho người chơi khám phá. Theo lời Désilets, ông đã "chán ngấy [bối cảnh] cả 10.000 năm trước Công nguyên", vì vậy ông bèn chọn tạo ra một trò chơi lấy bối cảnh mười triệu năm trước. Nhằm nghiên cứu kỹ hơn nữa về bối cảnh trong game, Désilets lao vào tìm đọc các sách viết về cổ sinh vật học, dù cho một số yếu tố được hãng phóng đại lên. Nhóm làm game đã tránh lấy cảm hứng từ các bộ phim hoặc các sản phẩm truyền thông văn hóa đại chúng khác để đảm bảo rằng tựa game này là độc nhất vô nhị thay vì là tác phẩm phái sinh.
Désilets thiết kế game cho phép người chơi khám phá các hệ thống và tính năng khác nhau của trò chơi, từ đó buộc người chơi phải dùng đến bản năng của mình hòng tìm ra giải pháp. Game không có lấy phần chơi chính dạng kể truyện có cấu trúc, vì Désilets hy vọng rằng người chơi có thể tự tạo ra trải nghiệm của riêng mình. Nhóm làm game đã tránh gộp một bản đồ nhỏ (mini-map) như một phần của màn hình hiển thị trên kính lái vì họ muốn khuyến khích người chơi có sự tò mò để tự do khám phá thế giới trong game. Désilets đã hình dung trò chơi này là phần đầu tiên của bộ ba game, và phần đầu tiên này sẽ kết thúc khi nhân vật người chơi đạt đến giai đoạn giống như Lucy.
Désilets đã cho công bố tựa game này tại Reboot Develop 2015 ở Dubrovnik. Ban đầu, game mang tính chất chia thành nhiều phần, trong đó mỗi chương cho phép người chơi "hồi tưởng lại những khoảnh khắc vĩ đại nhất của nhân loại bằng một đoạn phim theo hướng tài liệu". Quyết định này là một vấn đề tài chính vì studio còn nhỏ và không có đủ kinh phí để làm cả một tựa game đồ sộ. Tuy nhiên, kế hoạch này đã bị loại bỏ sau khi Private Division, một hãng phát hành mới chuyên hỗ trợ các nhà phát triển game độc lập, đồng ý phát hành tựa game này. Trò chơi được phát hành cho Microsoft Windows vào ngày 27 tháng 8 năm 2019 thông qua Epic Games Store do một thỏa thuận độc quyền sẽ kéo dài trong một năm. Phiên bản PlayStation 4 và Xbox One được phát hành vào ngày 6 tháng 12 cùng năm.

## Đón nhận
Game nhận được nhiều đánh giá trái chiều từ giới phê bình theo trang tổng hợp kết quả đánh giá Metacritic.
Trò chơi nhận được đề cử "Best International Indie Game" (Trò chơi Indie Quốc tế Hay nhất) tại Giải thưởng Pégases năm 2020.